# Rakszas

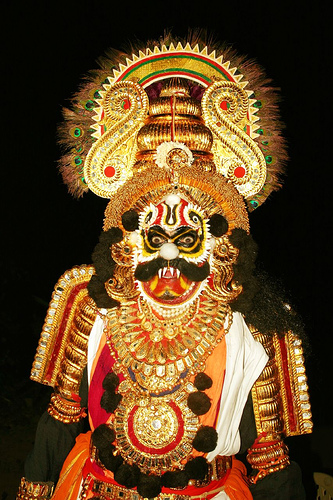
Rakszas w karnatackim spektaklu Jakszagana

Rakszas, Rakszasa (sanskr. राक्षसः trl. rākṣasaḥ, jap. 羅刹天 Rasetsuten) – w mitologii indyjskiej: demon-ludojad, tytan, rodzaj złośliwego, złego ducha, olbrzyma, szkodnika, złośliwy potwór-olbrzym grasujący po zapadnięciu zmierzchu i żywiący się surowym mięsem, także ludzkim. W hinduizmie symbolizuje naturę mroczną (tamas), czyli taką w której przeważa nienawiść, naturę złą, która zadaje innym niezgodne z dharmą (religią) rany, cierpienia i krzywdy. Rodzaj żeński to rakszasi. W buddyzmie tybetańskim jest istotą należącą do ośmiu rodzajów demonów, które jednak mogą kultywować buddyzm.

## Etymologia
Słowo rakszasa ma pochodzenie sanskryckie. Przypuszczalnie pochodzi od praindoeuropejskiego *h₂rétḱ-os, oznaczającego „zniszczenie”. Etymologia ludowa wywodzi je od sanskryckiego rdzenia रक्ष् (rakṣ), o znaczeniach „strzec”, „pilnować”.

## Geneza
Wedle indyjskich mitów, cała rasa rakszasów została pierwotnie stworzona przez Brahmę, boga-stwórcę, jednak uległa degeneracji. Rakszasowie byli strażnikami cennych pierwotnych wód ziemi. Mitologia ludowa przypisuje rakszasom odrażający wygląd, wielką otyłość, nienaturalnie długie ręce, kształty olbrzymów lub karłów, większą liczbę nóg, obwisłe brzuchy i piersi (u rakszasic), kończyny zakończone szponami, wystające zęby czy wyłupiaste oczy. Opisuje się głowy rakszasów jako głowy gadów, osłów, koni lub słoni. Odpowiedzialni są za gwałcenie kobiet oraz wypijanie krwi, czyli wampiryzm. Mogą przybierać na ciele barwy czerwoną, niebieską lub zieloną, wydają okropne ryczące dźwięki, a kiedy zabijają zwierzęta lub ludzi dla pozyskania ich mięsa, rozrywają ciało w bardzo nietypowy, makabryczny sposób. Można powiedzieć, że obraz rakszasa to obraz wszelkich patologii i deformacji oraz okrucieństwa i wynaturzenia.

## Przedstawiciele
Najbardziej znanym przedstawicielem rakszasów jest Rawana, król Lanki, który porwał Sitę, małżonkę króla Rama, co jest przedmiotem eposu Ramajana. Historia zbrodni Rawany podkreśla jedynie wszelkie negatywne cechy rakszasów jako złych demonów, złych duchów, które jednak mogą się inkarnować w ludzkie ciała, które wedle wielu ruchów hinduskich, będą mieć jakieś rakszasowe oznaki w postaci wspomnianych deformacji. Inna część hinduskich grup kultowych zabrania nawet wymawiania nazwy rakszas, gdyż może to ich zdaniem wywoływać złego ducha, demona z okolicy. Dla wielu wyznawców hinduizmu opisane deformacje bywały w historii podstawą do odsuwania się od osób o cechach rakszasowych, podczas gdy dla innych były mobilizacją do pomagania takim osobom jako obdarzonym złą karmą, czyli złym losem odziedziczonym z poprzednich wcieleń lub po przodkach. Uważa się jednak powszechnie, że rakszasowe deformacje są odzwierciedleniem cech i skłonności, które są w jakiś sposób nieczyste, demoniczne.

## Cechy

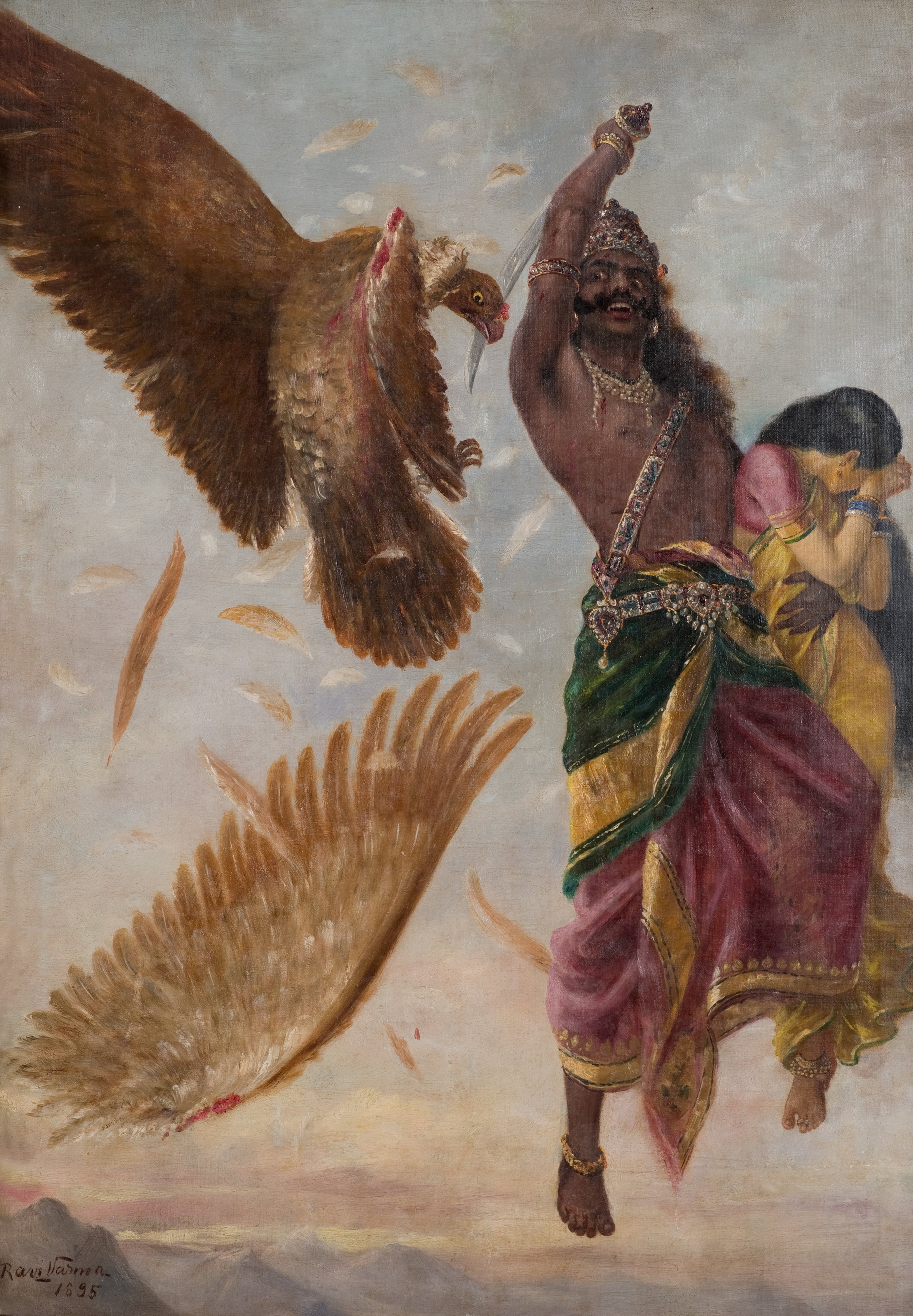
Rawana zabija Dźathaju i porywa Sitę

Rakszasa potrafi udawać przyjaciela i pokazywać się w boskich, pięknych kształtach, jednak nie potrafi tego utrzymać zbyt długo i z udawanego przyjaciela szybko staje się zajadłym wrogiem na śmierć i życie. Typowo opisywana cecha rakszasów w dziedzinie moralnej to zaprzyjaźnianie się z gospodarzem domostwa po to, aby uwieść jego żonę. Opisuje się też przypadki tak zwanych fałszywych wielbicieli, którzy przymilają się do jakiegoś guru, po to tylko, aby zniszczyć jego misję czy wręcz zabić przywódcę i zająć jego miejsce. Zdolność ukazywania się rakszasów w pięknych kształtach odnoszona jest do błędnych wizji i fałszywych objawień jakiś nieziemskich istot podających się za dawnych bogów, dewów, aniołów etc. Hinduizm generalnie przyjmuje zasadę weryfikowania wizji i stanów mistycznych natchnień przez uznanych i sprawdzonych, żyjących nauczycieli czy guru. Niektóre ruchy działające na marginesie hinduizmu odrzucają całą mitologię związaną z rakszasami.

## Buddyzm tybetański
Rakszasa (tybetański. སྲིན་པོ་, sinpo; Wyl. srin po) – rodzaj przerażającej istoty, która zdolna jest do ludożerstwa. Należy do ośmiu rodzajów demonów, które mogą być ujarzmione przez mistrzów buddyjskich, będąc nawet strażnikami buddyzmu tybetańskiego. W ikonografii (buddyjskie sakralne thanki) przedstawiana jako skrzydlata człekopodobna postać z dziobem zamiast ust. W biografii Padmasambhavy opisane jest, że mahasiddha ten opuścił Tybet udając się do krainy (planety) Rakszasów, aby ustanowić siebie jako władcę, który rozpowszechni tam buddyzm, w tym nauki dzogczen.